# CCL13
CCL13 (англ. C-C motif chemokine ligand 13) – білок, який кодується однойменним геном, розташованим у людей на довгому плечі 17-ї хромосоми. Довжина поліпептидного ланцюга білка становить 98 амінокислот, а молекулярна маса — 10 986.
| 10         |  | 20         |  | 30         |  | 40         |  | 50         |
| ---------- |  | ---------- |  | ---------- |  | ---------- |  | ---------- |
| MKVSAVLLCL |  | LLMTAAFNPQ |  | GLAQPDALNV |  | PSTCCFTFSS |  | KKISLQRLKS |
| YVITTSRCPQ |  | KAVIFRTKLG |  | KEICADPKEK |  | WVQNYMKHLG |  | RKAHTLKT   |

A: Аланін

C: Цистеїн

D: Аспарагінова кислота

E: Глутамінова кислота

F: Фенілаланін

G: Гліцин

H: Гістидин

I: Ізолейцин

K: Лізин

L: Лейцин

M: Метіонін

N: Аспарагін

P: Пролін

Q: Глутамін

R: Аргінін

S: Серин

T: Треонін

V: Валін

W: Триптофан

Кодований геном білок за функцією належить до цитокінів. 
Задіяний у таких біологічних процесах, як запальна відповідь, хемотаксис. 
Секретований назовні.